# Im Wartesaal zum großen Glück
Chansons représentant l'Allemagne au Concours Eurovision de la chanson
So geht das jede Nacht
(1956)
Im Wartesaal zum großen Glück est la chanson représentant l'Allemagne au Concours Eurovision de la chanson 1956, la première édition du concours. Elle est interprétée et écrite par Walter Andreas Schwarz et dirigée par Fernando Paggi.

## Chanson
La chanson Im Wartesaal zum großen Glück (« Dans la salle d'attente pour le grand bonheur ») raconte l'histoire des gens qui attendent tous les jours pour le bonheur et qui oublient de vivre le moment présent. Elle est publiée par Ariola avec Für 300 Francs. Elle est davantage parlée que chantée.

## Histoire
Le tour préliminaire a eu lieu le 1er mai 1956 à Cologne et est animé par Heinz Piper. Outre Walter Andreas Schwarz, So geht das jede Nacht de Freddy Quinn est aussi sélectionnée, car chaque pays a droit à deux chansons pour le premier Concours Eurovision.
Le 24 mai, elle passe en quatrième position, devenant la deuxième chanson germanophone du Concours Eurovision après Das alte Karussell de la Suisse. On ne sait pas quelle place elle a remporté, car seule Refrain, la chanson gagnante, interprétée par Lys Assia, fut citée. Les documents officiels sont détruits, mais on pense qu'elle a pu atteindre la seconde place. Sur le site Internet de l'ARD, elle est placée à la 13e place comme les autres chansons.

## Source de la traduction
- (de) Cet article est partiellement ou en totalité issu de l’article de Wikipédia en allemand intitulé « Im Wartesaal zum großen Glück » (voir la liste des auteurs).